# 油壺

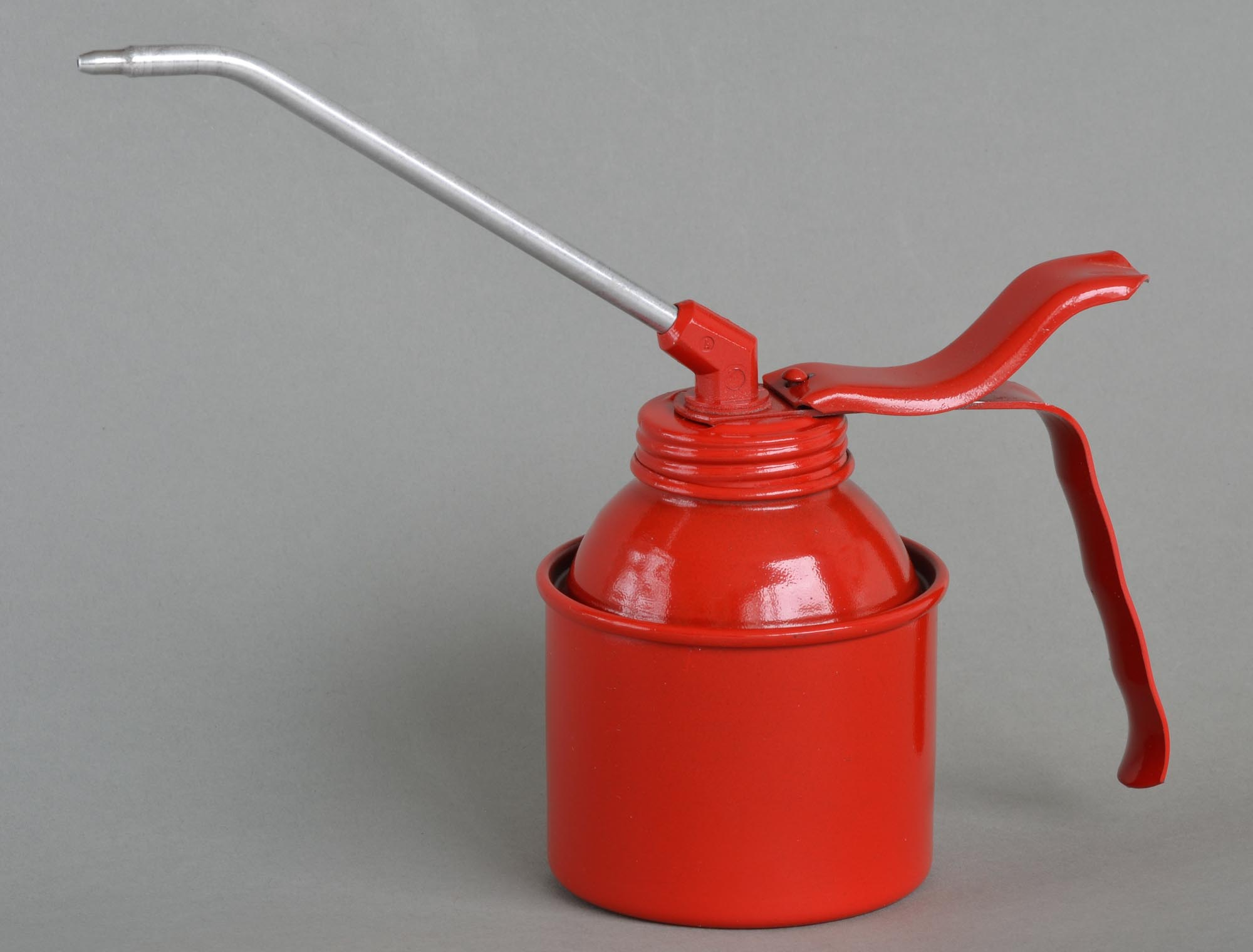
帶泵的油壺（250毫升）

油壺 (又稱：注油壺) 是一種用於潤滑機器的油（通常是機油）。油壺也可以用來填充油基燈。
油罐是由Noera Manufacturing Company和Perfection等公司在19世紀末和20世紀初製造的。 在這段時間, 油壺經常洩漏, 並導致火災。 1957，發明了鋁油罐，由美國罐頭公司生產。

## 設計
油罐有各種各樣的設計，從一個簡單的圓柱形一次性罐子、帶有氣體噴槍罐子或一個半球底座和錐形直噴口，到更複雜的設計與手柄和按鈕。

## 外部連結
- The Sutcliffe Midget Oilcan, miniature oil cans made by Sutcliffe Pressings for toy/miniature steam engines, stationarysteamengines.co.uk, retrieved 19 July 2010